# Christian Münzner

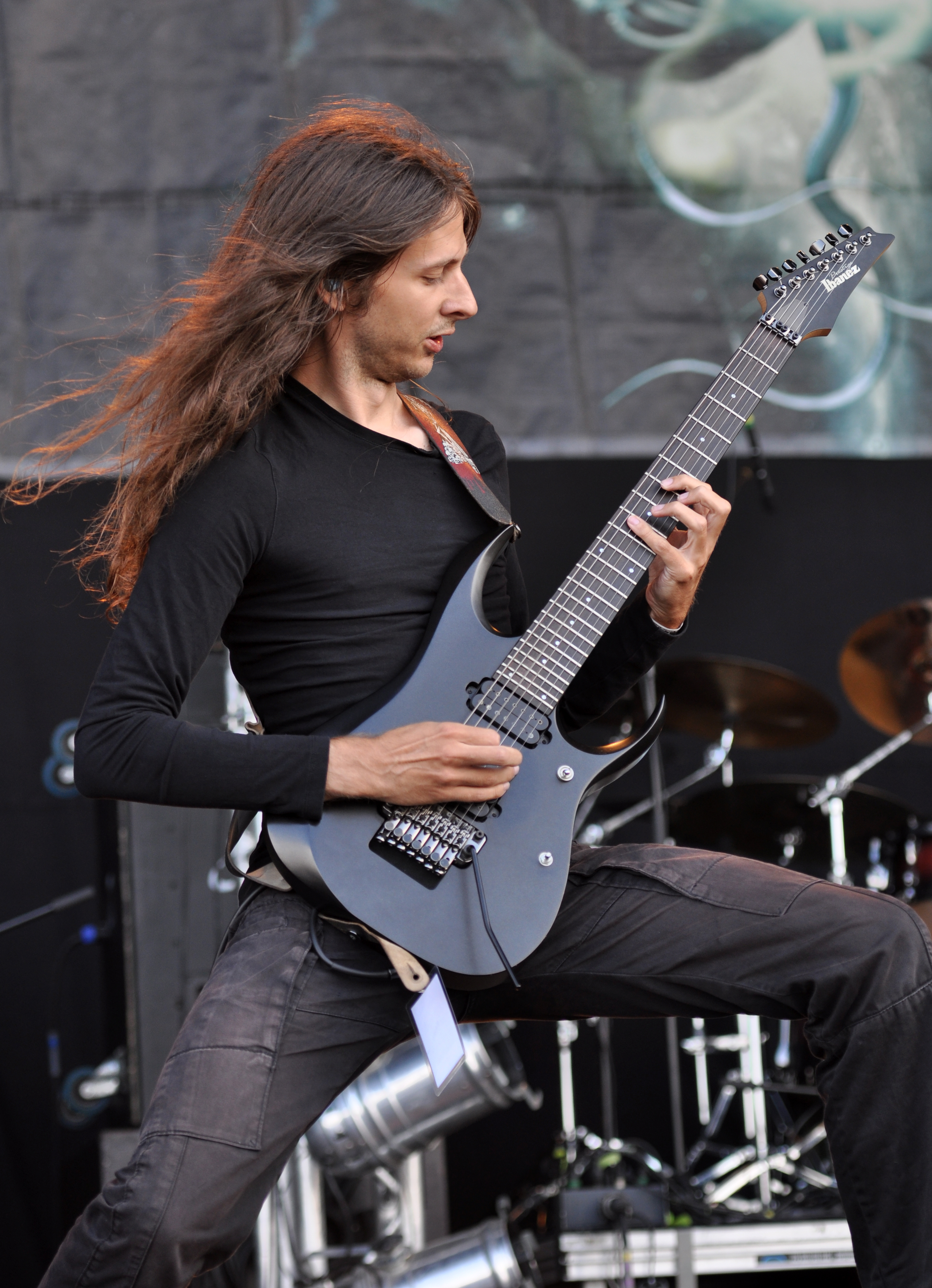
Münzner live mit Obscura (2013)

Christian Münzner (* 1981) ist ein deutscher Gitarrist, der vor allem durch sein Engagement bei den Death-Metal-Bands Obscura und Necrophagist bekannt wurde.

## Biografie
Münzner begann im Jahr 1993 Gitarre zu spielen, nachdem er Bands wie Iron Maiden, Metallica und Megadeth auf MTV gesehen hatte. Mit Liedern dieser Bands brachte er sich die Grundzüge des Gitarrenspiels bei und spielte früh in diversen Bands. Als er dort beabsichtigte, Soli zu spielen, nahm er privaten Gitarrenunterricht. Mit vierzehn Jahren fand er gefallen an extremerem Gitarrenspiel und entdeckte Yngwie Malmsteen, Steve Vai, Dream Theater und Paul Gilbert.

„Ich bin durch eine zwei oder drei Jahre dauernde Phase gegangen […], in der ich wirklich nicht viel gemacht habe außer Gitarre zu spielen. Ich habe für die Schule gerade so viel getan, dass ich noch durchgekommen bin.“

Im Jahr 2002 schloss Münzner sein Studium am Münchner Gitarreninstitut ab. Dort lernte er auch Musik aus den Bereichen Jazz und Fusion kennen.
Münzner spielte in den lokalen Bands Märchenwald und Hatred sowie ab 1999 für einige Jahre in der Death-Metal-Band Defeated Sanity. Mit der Band Necrophagist nahm er im Jahr 2004 das Album Epitaph auf. Ferner war er Mitglied der Bands Majesty, deren Nachfolgerband MetalForce und Civilization One, der Band von Chitral Somapala. Auf dem im Jahr 2007 erschienenen Album Stigma Eternal der Death-Metal-Band Deadborn spielte er ein Gastsolo. Im Jahr 2008 wurde Münzner Mitglied von Obscura, mit der er die Alben Cosmogenesis und Omnivium aufnahm. Nach dem Ausstieg aus Obscura im Jahr 2014, formte er zusammen mit Morean, Danny Tunker, Linus Klausenitzer und Hannes Grossmann die Supergroup Alkaloid, die er 2024 verließ. Er ist auch Mitglied von Spawn of Possession, für die er für das Album Incurso einige Soli aufnahm. Als Livemusiker spielte er Konzerte mit den Metal-Bands Nightrage und Stormwarrior. Münzner ist Endorser von Gitarrenverstärkern der Firma Engl.

## Diskografie (Auswahl)
Solo
- 2011: Timewarp (Eigenveröffentlichung)
- 2014: Beyond the Wall of Sleep (Eigenveröffentlichung)
- 2020: Path of the Hero (Shredquarter Records)

mit Alkaloid
- 2015: The Malkuth Grimoire (Eigenveröffentlichung)
- 2023: Numen (Season of Mist)

mit Obscura
- 2009: Cosmogenesis (Relapse Records)
- 2011: Omnivium (Relapse Records)
- 2021: A Valediction (Nuclear Blast)

mit Necrophagist
- 2004: Epitaph (Relapse Records)

mit Eternity's End
- 2016: The Fire Within (Power Prog)
- 2019: Unyielding (Ram It Down Records)
- 2021: Embers of War (Prosthetic Records)

mit Spawn of Possession & Retromorphosis
- 2012: Incurso (Relapse Records)
- 2025: Psalmus Mortis (Seasons of Mist)

## Stil
Seine Einflüsse reichen vom Hard Rock der 1970er und 1980er bis zu Death Metal und Black Metal, als seine Lieblingskünstler bezeichnet er Symphony X, frühere Dream Theater, Emperor, Iron Maiden, spätere Death, Dissection und Gitarristen wie Yngwie Malmsteen und Allan Holdsworth. Gitarristen, die ihn in den letzten Jahren beeindruckt haben, sind Per Nilsson von Scar Symmetry und Ryan Knight von The Black Dahlia Murder.
Michael Rensen bezeichnete im Musikmagazin Rock Hard die Lieder auf Münzners Soloalbum Timewarp als „spieltechnisch exzellent in Szene gesetzte epische Euro-Speed-Metal-Nummern mit leichtem Jazz- und deutlichem Neo-Klassik-Einschlag“. Er zog Vergleiche zu DragonForce, Yngwie Malmsteen und Steve Morse.